# Verticordia serotina
Verticordia serotina är en myrtenväxtart som beskrevs av Alexander Segger George. Verticordia serotina ingår i släktet Verticordia och familjen myrtenväxter. Inga underarter finns listade i Catalogue of Life.